# Anna Marvanová
Anna Marvanová (18. března 1928 – 24. listopadu 1992) byla československá novinářka, disidentka a mluvčí a signatářka Charty 77.

## Životopis
Anna Marvanová se narodila 18. března 1928 a studovala obchodní akademii. Poté vystudovala Filozofickou fakultu Univerzity Karlovy a poté začala pracovat jako novinářka v Československém rozhlasu. Mimo jiné působila jako zpravodajka v Africe. V roce 1945 vstoupila do ČSSD a v roce 1948 se stala členkou KSČ. Na protest proti normalizaci v roce 1969 z KSČ vystoupila. Následně byla propuštěna z Československého rozhlasu a začala pracovat jako myčka nádobí a doručovatelka novin. Od roku 1970 byla v invalidním důchodu. 1. ledna 1977 podepsala Chartu 77. Po dvě funkční období, od 7. ledna 1982 do 7. ledna 1984, byla její mluvčí. Od roku 1988 byla členkou Československého helsinského výboru a Hnutí za občanskou svobodu. Po sametové revoluci byla členkou občanské komise při Ministerstvu vnitra a podílela se na očistě tohoto úřadu od bývalých členů Státní bezpečnosti. Zároveň se zapojila do vyšetřování skartací dokumentů Státní bezpečnosti. Zemřela 24. listopadu 1992.